# Symposiachrus vidua
A Symposiachrus vidua a madarak osztályának verébalakúak (Passeriformes) rendjébe és a császárlégykapó-félék (Monarchidae) családjába  tartozó faj.

## Rendszerezése
A fajt Henry Baker Tristram angol ornitológus írta le 1879-ban, a Piezorhynchus nembe Piezorhynchus vidua néven.  Sorolták a Monarcha nembe Monarcha viduus néven is.

## Alfajai
- Symposiachrus vidua squamulatus (Tristram, 1882)
- Symposiachrus vidua vidua (Tristram, 1879)[2]

## Előfordulása
A Salamon-szigetekhez tartozó San Cristóbal szigetén honos. Természetes élőhelyei a szubtrópusi vagy trópusi síkvidéki esőerdők. Állandó, nem vonuló faj.

## Megjelenése
Testhossza 15 centiméter.

## Természetvédelmi helyzete
Az elterjedési területe elég kicsi, egyedszáma viszont stabil. A Természetvédelmi Világszövetség Vörös listáján nem fenyegetett fajként szerepel.